# 世界混合雙人冰壺錦標賽
世界混合雙人冰壺錦標賽（英語：World Mixed Doubles Curling Championship）是一年一度冰壺錦標賽之一（其他包含男子和女子）。
比賽開始舉辦於2008年，2018年時成為奧運會項目，其成為奧運資格賽。